# Only friends
"Only friends" is een single van de Franse zangeres Françoise Hardy. Het is een vertaling van "Ton meilleur ami" uit 1962.

## Hitnotering
| Only friends               | Only friends          | Only friends | Only friends | Only friends |
| Hitlijst                   | Datum van binnenkomst | Week:        | 1            |              |
| -------------------------- | --------------------- | ------------ | ------------ | ------------ |
| Tijd Voor Teenagers Top 10 | 22-8-1964             | Positie:     | 10           | uit          |